# Mi-34
Mi-34 (ros. Ми-34 oznaczenie NATO Hermit) – rosyjski  lekki dwu- lub czteromiejscowy śmigłowiec treningowy, pasażerski i akrobacyjny.

## Historia
Śmigłowiec Mi-34 został zaprojektowany w biurze konstrukcyjnym Michaiła Mila w połowie lat osiemdziesiątych XX wieku, jako konstrukcja, która miała zastąpić śmigłowiec Mi-1. 
Prototyp śmigłowca Mi-34 został oblatany pod koniec 1986 roku i po przeprowadzeniu niezbędnych badań wprowadzono go w 1989 roku do produkcji seryjnej. 
Przy budowie Mi-34 szeroko zastosowano kompozyty z włókna szklanego i węglowego. Po raz pierwszy w śmigłowcu produkowanym w ZSRR zastosowano podwozie płozowe.

## Wersje śmigłowca
- Mi-34 – wersja podstawowa
- Mi-34A – wersja z silnikiem turbinowym Allison
- Mi-34C – wersja pasażerska z czterema miejscami dla pasażerów
- Mi-34M – wersja z dwoma silnikami turbinowymi WAZ-430
- Mi-34P – wersja policyjna
- Mi-34W i Mi-34WAZ – wersje z dwoma silnikami turbinowymi WAZ-4265
- Mi-34S – wersja z silnikiem tłokowym  M-14W26W o mocy 325 KM
- Mi-34UT – wersja treningowa, z dwoma miejscami wyposażonymi w urządzenia sterownicze

## Użycie w lotnictwie
Śmigłowiec ten został wprowadzony do lotnictwa ZSRR w miejsce śmigłowca Mi-1, jako śmigłowiec do szkolenia i treningowy. 
Śmigłowiec również jest wykorzystywany w lotnictwie sportowym do akrobacji i jako lekki śmigłowiec pasażerski.
Śmigłowiec Mi-34 służy także w Siłach powietrznych Nigerii.